# Ochodaeus deceptor
Ochodaeus deceptor är en skalbaggsart som beskrevs av Gilbert John Arrow 1907. Ochodaeus deceptor ingår i släktet Ochodaeus och familjen Ochodaeidae. Inga underarter finns listade i Catalogue of Life.